# 肖申克的救赎
《肖申克的救赎》（英語：The Shawshank Redemption）是1994年的美国劇情片，由弗兰克·德拉邦特编剧并导演，根据斯蒂芬·金1982年中篇小说《麗塔海華絲與蕭山克監獄的救贖》改编。影片讲述银行家安迪·杜弗伦（蒂姆·罗宾斯）因涉嫌谋杀妻子及其情夫含冤入狱被判无期徒刑，进入缅因州立肖申克监狱服刑后，他与能为狱友走私各种违禁商品的埃利斯·“瑞德”·雷丁（摩根·弗里曼）成为朋友，同时利用金融、税务才能为典狱长塞缪尔·诺顿（鲍勃·冈顿）等监狱官员和看守洗钱逃税的故事。其他演员包括威廉·托马斯·桑德勒、克蘭西·布朗、吉爾·貝羅斯和詹姆斯·惠特摩。
德拉邦特早在1987年便买下小说的电影改编版权，但直到五年后才利用八个星期时间改写成電影劇本，拉开本片发展序幕。他把剧本呈送城堡石娱乐公司，并在两周后取得2500万美元预算，《肖申克的救赎》于1993年初开始前期制作。片中情节发生在缅因州，但1993年六至八月的主体拍摄几乎都是在俄亥俄州曼斯菲尔德完成，俄亥俄州立感化院便是片中的肖申克监狱。许多明星有意出演男主角安迪，包括汤姆·汉克斯、汤姆·克鲁斯和凯文·科斯特纳。托马斯·纽曼为本片配乐。
《肖申克的救赎》上映后获得普遍好评，特别是剧情及罗宾斯与弗里曼的表演，但票房表现不佳，首轮放映仅入账1600万美元。影片商业失利的原因很多，如《低俗小说》和《阿甘正传》的竞争、监狱题材电影普遍不受公众待见、片中几乎没有女角色等，甚至许多观众对片名感到摸不着头脑。不过这都不影响本片获得众多奖项肯定，其中包括七项奥斯卡金像奖提名。经过院线加映和海外发行，电影票房最终提升到5830万美元。
美国各地共投入32万余份本片的录像带，凭借各大奖项提名及口耳相传的良好口碑，《肖申克的救赎》在1995年录像带出租版创下佳绩。透纳广播公司收购城堡石娱乐公司后获得影片电视播映权，从1997年开始在特纳电视网定期播映，进一步提升作品知名度。如今，《肖申克的救赎》已被普遍视为20世纪90年代的电影杰作。数十年后，影片仍在定期播放，而且跨越国界乃至洲界限制，普通观众和名流都称本片是灵感的来源，电影也在大量民意调查结果中名列前茅。2015年，本片因“文化、历史和美学领域的显著成就”，入选美国国会图书馆国家影片登记表。

## 剧情
1947年，缅因州波特兰法庭裁定银行家安迪·杜弗伦（Andy Dufresne，蒂姆·罗宾斯饰）谋杀夫人及其情夫罪名成立，判处两个无期徒刑。进入肖申克州立监狱服刑后，安迪结识同样被判无期徒刑的埃利斯·“瑞德”·雷丁（Ellis "Red" Redding，摩根·弗里曼饰），后者能为狱友走私各种违禁商品，安迪从瑞德手中买到地质锤和丽塔·海华丝的巨幅海报。不过，在洗衣房工作的安迪经常遭遇以伯格斯（Bogs）为首的“三姐妹”（Sisters）性侵。
1949年，安迪在做工时听到警卫队长拜伦·哈德利（Byron Hadley）抱怨政府征收的遗产税，于是主动上前提议帮他合法避税。三姐妹在又一次企图性侵时把安迪打得重伤入院，哈德利出手将伯格斯打成殘廢。伯格斯随后转送其他监狱，再也没有人敢欺负安迪。典狱长塞缪尔·诺顿（Samuel Norton，鲍勃·冈顿饰）见过安迪后安排他到监狱图书馆协助老犯人布鲁克斯·哈特伦（Brooks Hatlen）工作，以此为安迪给包括他在内的监狱工作人员洗钱逃税掩护，甚至还有其他监狱人员慕名而来。工作之余，安迪还坚持每周致信州议会，要求拨款改善老舊的监狱图书馆。
1954年，已服刑50年的布鲁克斯获得假释，但他对外界生活无所适从，最终上吊自杀。州议会给监狱图书馆发来捐赠品，其中包括《费加罗的婚礼》唱片，安迪打开公共广播并播放咏叹调《微风轻轻吹拂的时光》（Sull'aria...che soave zeffiretto），结果受到单独监禁惩罚。事后他告诉其他狱友，单独监禁时他心中充满希望，所以并不难熬，瑞德对此嗤之以鼻。经过安迪数年努力，图书馆变成了新英格兰最大的监狱图书馆。1963年，诺顿开始动用监狱劳工承包公共工程，利用低廉的用工成本并收受回扣大发横财。安迪向瑞德透露，他洗錢时是用化名“兰德尔·史蒂芬斯”（Randall Stephens）。
1965年，汤米·威廉姆斯（Tommy Williams）因盗窃入狱并与安迪和瑞德成为朋友，安迪还帮他取得普通教育发展证书。一年后，汤米告诉安迪和瑞德，之前在其他监狱服刑时曾遇到自称杀死银行家太太和情夫，最终却是银行家顶罪的犯人。安迪将线索告诉典狱长诺顿，但诺顿根本不信，安迪又称出狱也不会泄露洗钱的秘密，愤怒的诺顿又将安迪单独监禁，然后安排哈德利枪杀汤米并伪装成越狱现场。安迪不想再配合狱方洗钱，但面对诺顿摧毁图书馆、把他扔进环境更恶劣区域并取消警卫保护的威胁被迫让步。两个月的单独监禁结束后，安迪告诉瑞德，他梦想能在墨西哥沿海小镇锡瓦塔内霍生活，还称他在缅因州约克县巴克斯顿某处藏有包裹，请瑞德获释后去取。瑞德觉得安迪行为反常，担心他会自杀，特别是在得知安迪向另一名狱友拿了条近两米的绳子后。
次日早上点名时，警卫发现安迪不在牢房内。典狱长诺顿闻讯赶来，质问警卫及瑞德，並拾起窗台的石头胡乱砸向周遭洩愤，其中一颗打中貼在墙上的拉寇兒·薇芝海报并穿墙而过，众人这才发现墙上的大洞及安迪19年来用石锤开挖出来的通道。镜头回到前一天夜晚，安迪洗钱后取走诺顿的西服、皮鞋，以及证明洗钱犯罪的账本，利用绳子从通道和监狱排污管越狱。警卫和警察搜查期间，他扮成兰德尔·史蒂芬斯从多家银行共计取走37万美元，并将账本及肖申克监狱贪污谋杀的其他证据寄到报社。州警赶到监狱逮捕哈德利，诺顿选择飲彈自盡。
一年后，服刑40年的瑞德终获假释。他对外界生活也很不适应，担心会走上布鲁克斯的老路。但他记得对安迪的承诺，来到巴克斯顿取出包裹，里面留有现金和信件，邀请他前往锡瓦塔内霍。瑞德违反假释规定来到德克萨斯州哈得斯佩斯县汉考克堡，并穿越国境进入墨西哥，电影最后，他在锡瓦塔内霍的海滩找到安迪，两名老友开心相擁。

## 演员
- 蒂姆·罗宾斯饰安迪·杜弗伦：
1947年因涉嫌谋杀夫人及其情夫被判无期徒刑的银行家[10]。
- 摩根·弗里曼饰埃利斯·“瑞德”·雷丁：
安迪的朋友，同样因谋杀被判无期徒刑，有门路向狱友走私违禁商品[11][12]。
- 鲍勃·冈顿饰塞缪尔·诺顿：
肖申克监狱典狱长，为人虔诚但又残忍[10]。
- 威廉·托马斯·桑德勒饰海伍德（Heywood）：
瑞德团伙一员，同样被判长期入狱[11][13]。
- 克蘭西·布朗饰拜伦·哈德利：
监狱警卫队长，为人残酷[14][15]。
- 吉爾·貝羅斯饰汤米·威廉姆斯：
1965年因盗窃入狱的青年犯人[11][16]。
- 詹姆斯·惠特摩饰布鲁克斯·哈特伦：
20世纪初入狱的老犯人，在监狱图书馆工作[17]。

其他演员包括：馬克·羅斯頓饰伯格斯·戴蒙德（Bogs Diamond），“三姐妹”帮派头目，监狱强奸犯；杰弗里·德曼（Jeffrey DeMunn）饰起诉杜弗伦的检察官；阿方索·弗里曼（Alfonso Freeman）饰朝安迪等新入狱囚犯大喊“新人来啦”的老犯人；耐德·巴拉米（Ned Bellamy）和唐·麦克马纳斯（Don McManus）分别扮演监狱警卫阳布拉德（Youngblood）和威利（Wiley）；狄翁·安德森（Dion Anderson）饰黑德·布尔·黑格（Head Bull Haig）；芮妮·布莱恩（Renee Blaine）饰杜弗伦夫人，斯科特·曼（Scott Mann）饰她的高尔夫球教练情夫格伦·昆汀（Glenn Quentin）。弗兰克·梅德拉诺（Frank Medrano）饰大胖子，与安迪一起入狱，当晚就被哈德利打死:16m42s—19m05s；比尔·鲍伦德（Bill Bolender）饰埃尔莫·布拉奇（Elmo Blatch），曾与汤米·威廉姆斯关在一间牢房，很可能是杀害安迪夫人及其情夫的真凶；詹姆斯·基西基（James Kisicki）和克莱尔·史莱默（Claire Slemmer）分别诠释缅因国家银行经理和出纳。

## 分析
学术著作指出，《肖申克的救赎》扎根于基督教神秘主义:14，片中的安迪仿若弥赛亚，是耶稣般的人物，瑞德在电影前段的台词称他虽然置身监狱，但却仿佛有光环保护:30。安迪和狱友用焦油打理屋顶可以视为最后的晚餐的娱乐，安迪为12名狱友（门徒）争取啤酒（葡萄酒），倘佯在自由的阳光之中，就像耶稣祝福中的“万物之主”:31, 39。对此导演弗兰克·德拉邦特表示，他无意传达上述理念:31，但也希望观众对本片都有各自的理解。剧本中《费加罗的婚礼》唱片类似圣杯，囚犯纷纷停下聆听，病卧在床的也站起身来:39。
典狱长诺顿在电影早期对安迪引述耶稣基督的话“我是世界的光”，自称安迪的救星，但这段引述同样能意指光的使者路西法:48。典狱长之后也用实际行动证明，他不行使法治，而是定下自认合适的规矩和惩罚，自订法律，所作所为一如撒旦。学术文章还将诺顿比作美国前总统理查德·尼克松，他的外貌和公开讲话都有尼克松的影子。诺顿将自身塑造成圣人，衣冠楚楚地向囚犯和公众演说，借服务社会之名，行剥削贪污之实，尼克松也因类似行径臭名昭著。:45

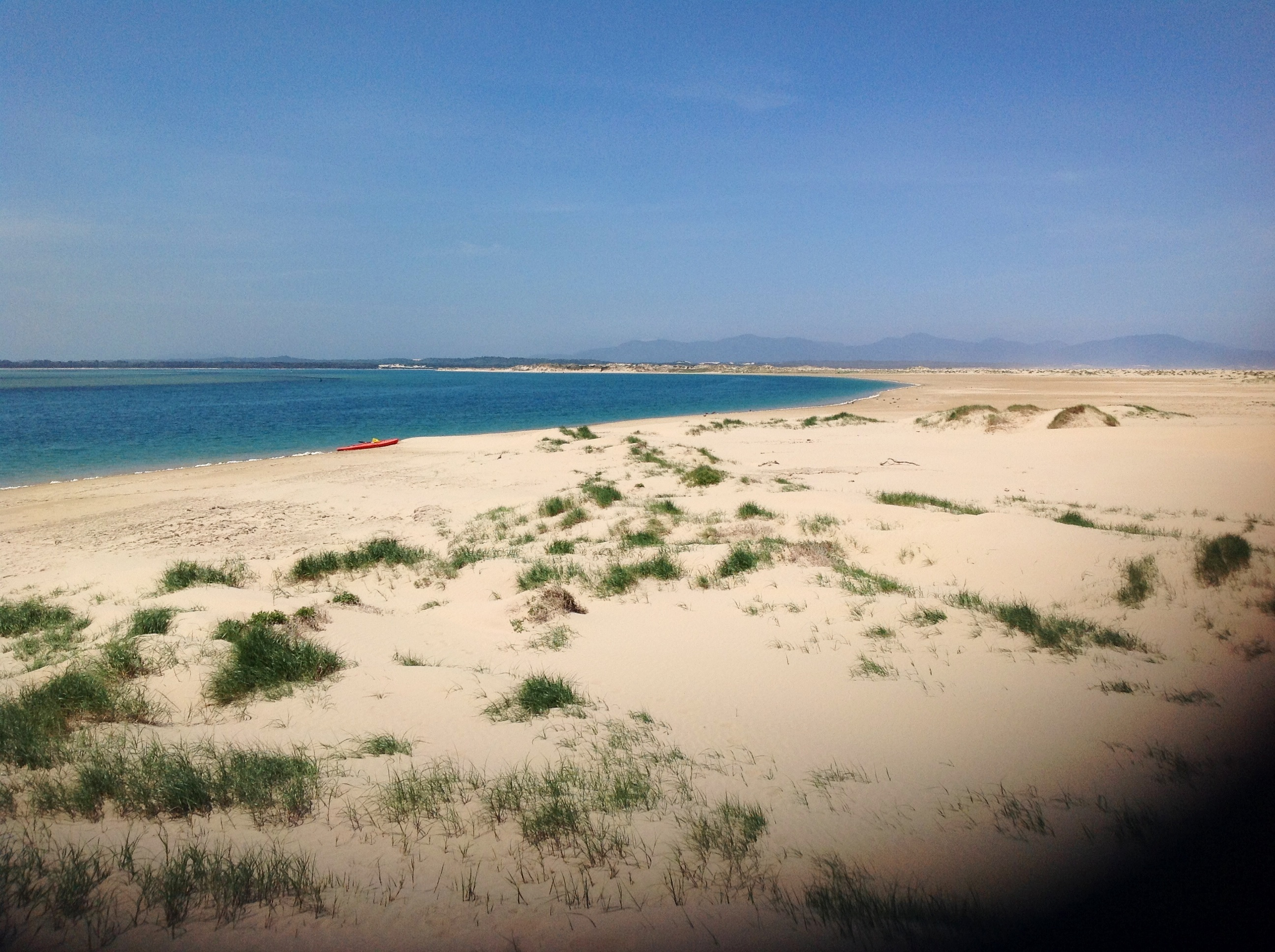
安迪和瑞德重聚的镜头是在美属维尔京群岛圣克罗伊岛桑迪角国家野生动物保护区取景，分析文章认为此地代表逃亡或天堂

评论认为，锡瓦塔内霍在片中代表极乐世界或天堂:68。根据安迪的描述，这里没有记忆，能够通过遗忘罪过或用太平洋的水洗净罪行，同时“太平”就包含“平静详和”之意。安迪是在承认对夫人的死负有责任后才提到锡瓦塔内霍，:68瑞德也是在承认罪行无法挽回或弥补后才重获自由。一如罪人必须承认罪行才能获得救赎，飞升天堂。瑞德的台词称安迪已经获得救赎，但自己的确有罪，故而只能期盼得救。:80部分信仰基督教的观众将锡瓦塔内霍视为天堂，但根据尼采哲学，这里也是超越传统善恶观念的无罪之地，遗忘不代表宽恕，是对罪的破坏，所以安迪的目标更加世俗化，与神无关。观众一方面可以把安迪视为耶稣般的圣人，另一方面也能理解成查拉图斯特拉般的先知，通过教育和体验自由逃离禁锢。:68影评人罗杰·伊伯特认为，本片是人身处绝境时保持自我价值感的寓言。安迪的诚信是片中重要主题，特别是在通常缺乏诚信的监狱。
蒂姆·罗宾斯认为，锡瓦塔内霍引起观众共鸣的重要原因是它代表逃离苦难，无论对任何自认身陷某种“牢笼”——如恶劣的工作、生活及社交环境等——多年的人来说，这样的理念都很诱人，更重要的是，人们需要相信有这样供人逃离的地方:69。艾萨克·莫尔豪斯（Isaac M. Morehouse）认为，影片从非常宏大的角度说明人物如何获得自由，无论他是身处牢笼、遭受禁锢，哪怕尚处自由身，也能根据不同的人生观找到希冀的自由。哲学家让-保罗·萨特认为，自由是持续不断的目标，需要保持关注和韧性，没有自由，人就落入其他人或机构的支配，就像瑞德认为囚犯的生活已经离不开监狱一样。安迪的反叛体现出韧性，他用监狱扩音喇叭播放音乐、拒绝继续为管理人员洗钱。
片中包含大量电影元素，可以视为向电影的影响力致敬。犯人在监狱影院观看1946年的电影《吉尔达》（Gilda），但此处原订放映的是1945年电影《失去的周末》。监狱影院能够变更计划播放的电影，表明犯人不在乎影片内容，只是要体现逃离现实的感觉。:37安迪接下来马上在放映室遭三姐妹袭击，使用电影胶卷自卫:41。之后安迪又利用电影海报掩护挖出通道，最终逃离肖申克监狱:38。
另有评论认为，安迪和瑞德的关系已经超越性别限制，其他电影中很少会有类似的同性关系，两人的友谊与闲聊、追车或是追求女人无关:27。哲学家亚历山大·胡克（Alexander Hooke）指出，安迪和瑞德的友谊便是两人真正的自由，即能够彼此分享快乐和幽默。

## 制作

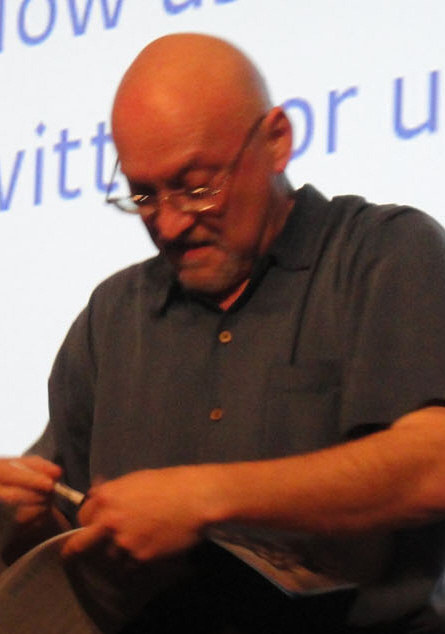
1987年，弗兰克·德拉邦特以五千美元价格买下小说《麗塔海華絲與蕭山克監獄的救贖》的电影改编版权

### 发展
斯蒂芬·金曾通过一美元宝贝计划（Dollar Baby）帮助新导演树立名声。1983年，德拉邦特用一美元从他手中买下《房間裡的女人》的电影改编版权并拍成短片，这也是两人首度合作。1987年，德拉邦特凭《猛鬼街3》首度列名电影编剧，然后联系金并用五千美元买下《麗塔海華絲與蕭山克監獄的救贖》的电影改编版权。这篇中篇小说全长96页，是金1982年合集《四季奇譚》的一分子，也是作者在赖以成名的恐怖题材小说之余尝试其他体裁。小说中的大部分内容是瑞德长期照顾狱友安迪，金当时觉得这样的题材很难改编成电影，但德拉邦特却认为答案“显而易见”。金一直没有兑换德拉邦特拿来的五千美元支票，他后来把支票装裱起来送回德拉邦特手中，并附有说明：“为防万一哪天你需要保释金。爱你的史蒂夫”。
五年后，德拉邦特花费八个星期时间把小说改编成剧本，在原作基础上增加许多内容。小说中的布鲁克斯戏份很少，最终在养老院去世，电影中改成最终上吊自尽的悲剧人物。小说裡汤米以能洗清安迪罪名的证据为筹码调到环境更好的监狱，片中则被诺顿下令杀害。此外，诺顿是金小说中多名典狱长的合体，德拉邦特决定以单个典狱长角色作为电影中的大反派。据导演透露，法蘭克·卡普拉导演的多部荒誕不經的故事对本片影响很大，如1939年的《史密斯先生到华盛顿》和1946年的《生活多美好》，在他看来，《肖申克的救赎》与其说是监狱电影，倒不如说更像荒诞不经的故事:9。其他电影也对本片产生影响，如1990年电影《好家伙》用对话表明剧本中时间的流逝，又如約翰·法蘭克海默1962年的监狱剧情片《阿尔卡特兹的养鸟人》（Birdman of Alcatraz）。德拉邦特在为电影寻找取景地点时巧遇同样正为监狱题材电影《沉默战警》选址的法兰克海默，据德拉邦特回忆，法兰克海默当时还抽时间鼓励他并提供建议。
20世纪90年代上半叶，监狱电影普遍不受观众待见，不大可能票房大卖，但城堡石娛樂公司制片人丽兹·格洛泽（Liz Glotzer）对监狱题材很感兴趣，对德拉邦特的剧本也很满意，她甚至威胁公司如果拒绝制作就辞职。公司创始人、导演羅伯·雷納也很喜欢德拉邦特的剧本，表示愿意亲自执导并提供240到300万美元预算。雷纳曾把金1982年的中篇小说《總要找到你》改编成1986年电影《伴我同行》，他计划请湯姆·克魯斯饰演安迪，哈里森·福特诠释瑞德。
城堡石娱乐公司表示，愿意为德拉邦特计划制作的其他任何电影注资。德拉邦特在2014年接受《综艺》杂志采购时表示，虽然在洛杉矶长大期间家中经济困难，接受建议能大幅提升自己在业界的地位，同时城堡石娛樂公司完全可以按合同解雇他，由雷纳出任导演，但他经过认真考虑还是决定亲自导演：“你可以一直用推迟实现梦想的时间来换取金钱，最终可能至死也没完成起初想做的事。”最终雷纳还是在电影拍摄上指导德拉邦特。将剧本呈送城堡石娱乐公司两周后，德拉邦特为电影取得2500万美元预算，其中包括75万美元编剧和导演薪水外加净利润分成，影片从1993年初开始前期制作:9。

### 选角

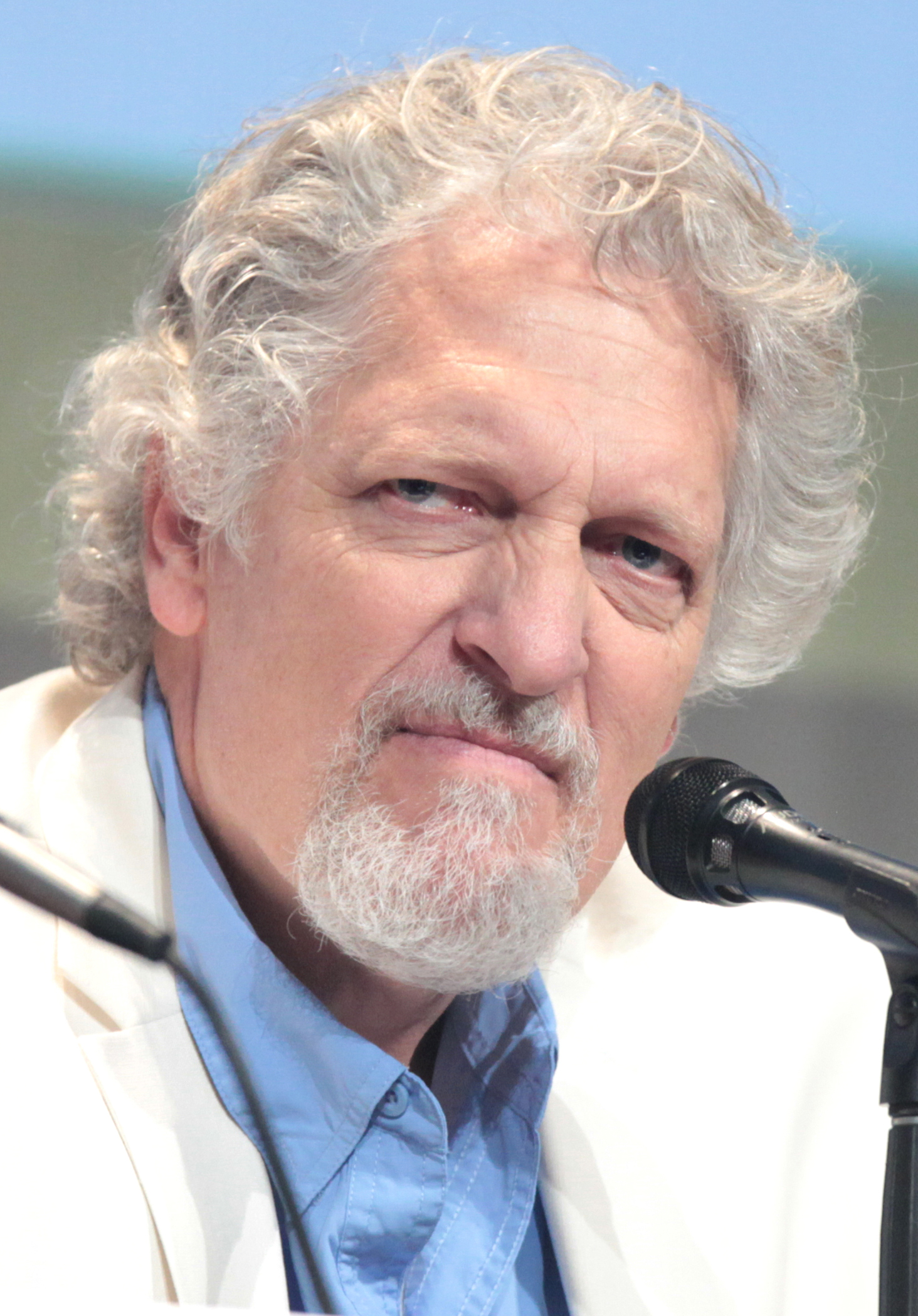
克蘭西·布朗（摄于2015年圣地亚哥国际漫画展）

经制片人丽兹·格洛泽推荐，摩根·弗里曼获选出演小说中的“爱尔兰裔白人”瑞德，其中瑞德的英语还有红色之意，因为红发在爱尔兰人中十分常见。片中安迪询问瑞德绰号来由时，对方就回答“可能因为我是爱尔兰人吧”。弗里曼有意不研究所需扮演的角色，理由是“饰演囚犯不需要特别了解囚禁......因为人不会变，身处那样的环境之后，你就知道应该怎么说、怎么做”。弗里曼曾在1980年的监狱剧情片《黑狱风云》（Brubaker）中出演小角色，德拉邦特便通过该片记住他的名字。罗宾斯看着儿童电视节目《电力公司》长大，弗里曼是剧中主要演员，所以罗宾斯对此次合作备感兴奋。
导演起初希望邀请他最喜欢的演员诠释安迪·杜弗伦，如金·哈克曼和勞勃·杜瓦，但他们都抽不出档期，他还一度考虑克林·伊斯威特和保羅·紐曼。汤姆·克鲁斯、汤姆·汉克斯和凯文·科斯特纳都没有接受邀约，其中汉克斯已决定主演《阿甘正传》，科斯纳需主演《未来水世界》。此外，強尼·戴普、尼古拉斯·凯奇和查理·辛都曾进入导演视野。克鲁斯看过剧本后谢绝出演，觉得德拉邦特经验不足。据导演透露，他是在看过1990年心理恐怖片《异世浮生》后决定请罗宾斯出演。罗宾斯入选后向德拉邦特极力推荐老牌摄影师罗杰·狄金斯，他曾与罗宾斯合作拍摄《影子大亨》（1994年）。为演好角色，罗宾斯在动物园观察笼子里的动物，还亲身体验一下午的单独监禁，并与监狱中的犯人和警卫交流，甚至把胳膊和腿铐起来几个小时。
畢·彼特本已获选出演汤米，但在《塞尔玛与路易丝》大获成功后退出，角色改由新人吉爾·貝羅斯诠释。詹姆士·甘多費尼谢绝出演三姐妹首领伯格斯。鲍勃·冈顿在拍摄1993年的科幻喜剧片《越空狂龙》期间抽时间参与典狱长诺顿一角试镜。为说服制片公司，德拉邦特和制片人妮基·马文（Niki Marvin）安排冈顿在演出期间抽一天假期制作试镜录像。拍摄《越空狂龙》需要他剃掉头发，所以试镜录像中他戴着德拉邦特等人准备的假发。冈顿希望片中的诺顿有头发，这样就能通过染色配合剧情中的时光流逝。这段试镜录像由迪金斯掌镜，冈顿和罗宾斯一起演出。获选出演典狱长后，他在电影摄制早期都戴着这顶假发，直到头发长出来为止。冈顿还称，马文和德拉邦特认为他真正理解人物精髓，所以请他出演，同时也因为他的身高和罗宾斯相仿，所以典狱长的西装在安迪身上才能合身。
获选出演监狱警卫队长拜伦·哈德利的克蘭西·布朗本有机会经剧组联络员安排与退休监狱警卫交流，但他觉得即将出演的角色十分残忍，要是如此人物居然有现实生活中的俄州俄州惩教人员指导，传扬开来实在难听，所以选择谢绝交流机会。据扮演海伍德的威廉·托马斯·桑德勒表示，德拉邦特曾于1989年来到电视剧《魔界奇譚》拍摄现场，找上担任编剧的桑德勒，请他出演某部准备制作的改编电影。弗里曼的儿子阿方索在片中客串，瑞德假释资料上年轻时的面部照片就是他的照片，他同时还扮演安迪等新入狱犯人刚刚抵达监狱时大喊“新人来啦”的老犯人。片中群众演员既有昔日俄亥俄州立感化院的典狱长和犯人，也有附近监禁机构的现任警卫。原著小说的标题吸引许多人前来为出演丽塔·海华丝试镜，甚至还有变装皇后，但片中根本没有这个角色。

### 摄制

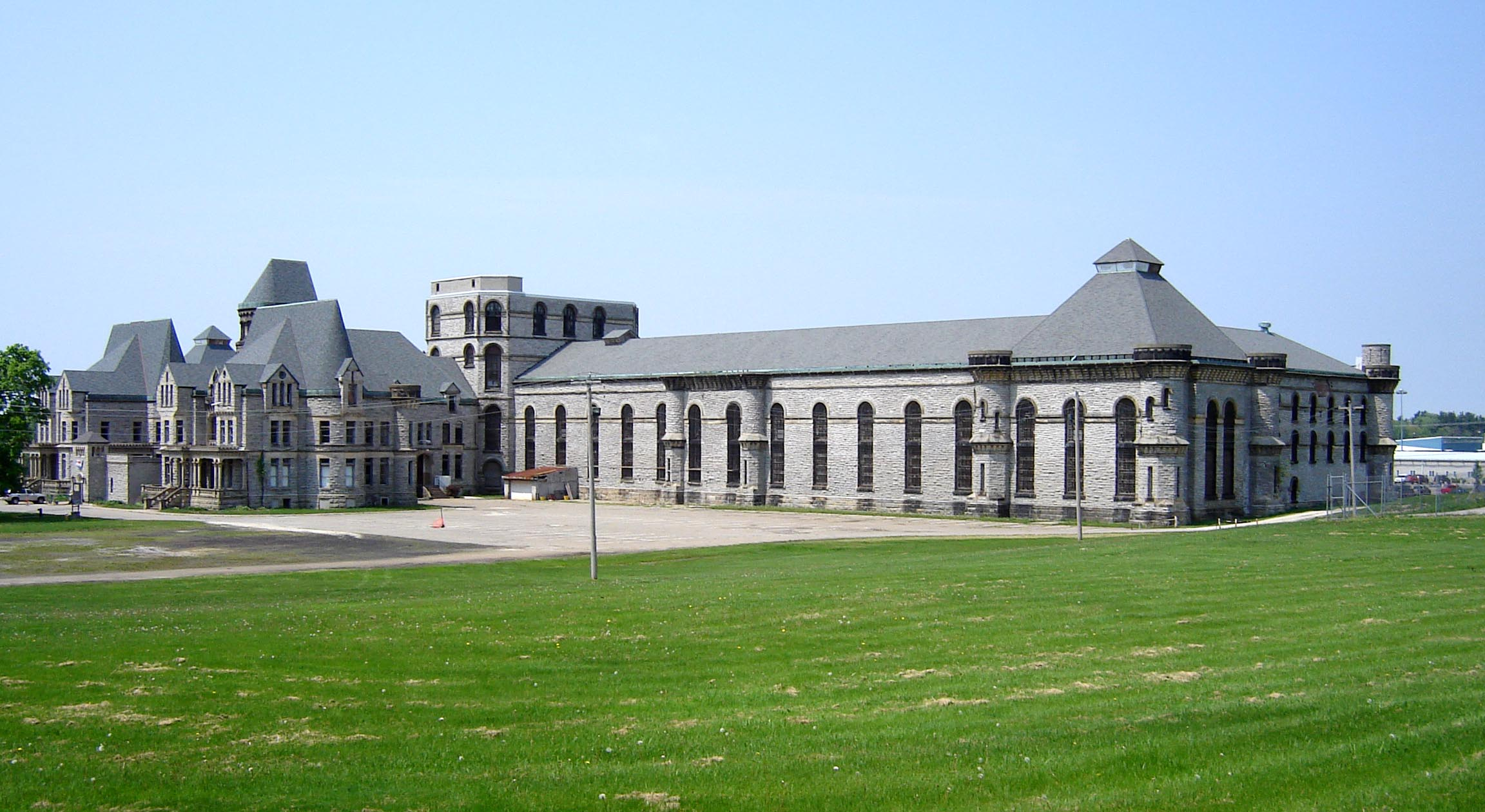
片中虚构的肖申克监狱是在俄亥俄州立感化院（又称曼斯菲尔德感化院）取景

《肖申克的救赎》拥有2500万美元预算。电影的主体拍摄从1993年6月16日开始，同年8月结束，耗时三个月。剧组通常每周拍摄六天，每天最多工作18小时。弗里曼称摄制工作十分紧张，称“演员和导演大部分时候关系紧张，记得我有时候也和导演合不来”。德拉邦特要求部分镜头拍摄多次，但弗里曼觉得其中没有明显区别。例如安迪首次找上瑞德购买石锤的戏段就花掉九小时拍摄时间，弗里曼接投棒球的桥段也反复当机，以致次日他来到片场时手臂都缠着吊带。弗里曼有时甚至拒绝拍摄感觉多余的重复镜头。罗宾斯也表示电影摄制过程漫长而艰辛。德拉邦特自认在拍摄本片过程中获益匪浅，“导演心里要有杆秤，清楚如何指示每一位演员”。在他看来，摄制期间与他分歧最多的是摄影师迪金斯，德拉邦特希望镜头风景优美，但迪金斯觉得应该尽量少拍监狱外的景色，这样可以增强电影的幽闭恐惧感，而且一旦出现广角镜头又能令画面更加震撼。
马文花费五个月时间在美国和加拿大各地寻找适合取景的废弃监狱，既要有恒久的美感、又需已完全停止使用，因为电影素材需要每天拍摄几个小时，在尚未停用的监狱拍摄毕竟存在安全隐患。最终她选中位于俄亥俄州曼斯菲尔德的俄亥俄州立感化院，用于为片中虚构的缅因州肖申克州立监狱取景，这里入选的主要原因是哥特风砖石建筑。该感化院于1990年因生活条件缺乏人道关闭，到《肖申克的救赎》开拍已过去三年。
感化院占地6.07公顷，拥有独立的发电厂和农场，电影拍摄完成后不久被部分拆除，只留下主管理大楼和两幢囚舍。片中许多监狱独有的内部设施镜头，如看守室和典狱长办公室都是在感化院拍摄。布鲁克斯和瑞德住过的寄宿房内部是在行政大楼取景，但外景是在别处摄制。剧组在附近停用的西屋电气工厂搭建片场，用于拍摄牢房内部镜头。德拉邦特要求牢房的门面朝其他牢房，剧组为此在西屋电气工厂专门搭建外景地，几乎所有牢房内的桥段都是在这里完成，只有埃尔莫·布拉奇自承杀害杜弗伦夫人及情夫的戏码例外，是在真正的监狱牢房拍摄。此外，电影还在曼斯菲尔德和附近的阿什兰取景。片尾安迪把写给瑞德的信藏在橡树下，这棵树实际上位于俄亥俄州里奇兰县卢卡斯（Lucas）的马拉巴尔农场州立公园（Malabar Farm State Park）附近，后于2016年被大风刮倒。

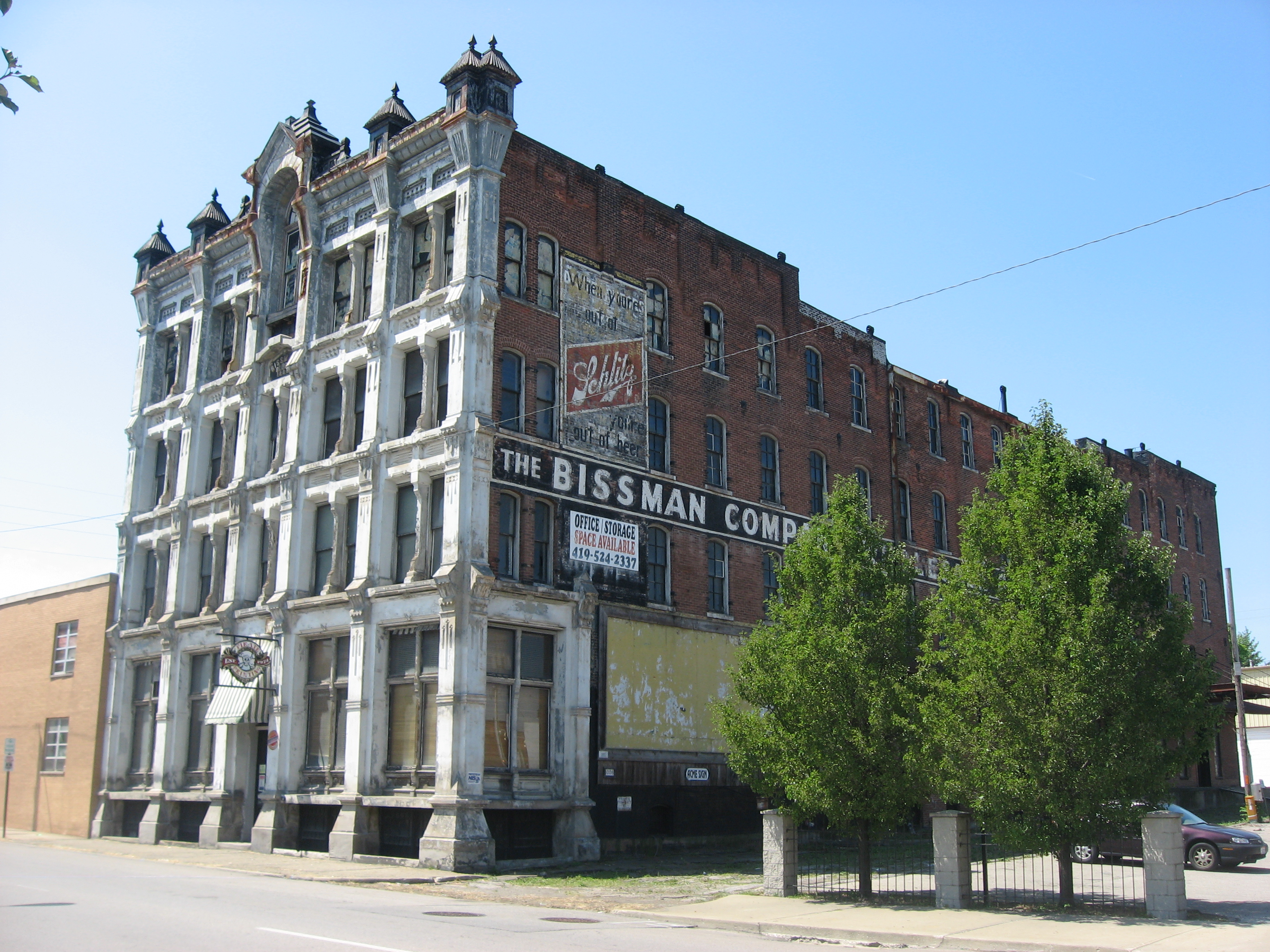
片中布鲁克斯和瑞德获假释后住在中途之家，实际取景地是俄亥俄州曼斯菲尔德的比斯曼大厦

片尾安迪和瑞德在墨西哥锡瓦塔内霍重聚，但就像片中位于缅因州的监狱是在俄亥俄州取景一样，锡瓦塔内霍的戏段实际是在加勒比海美屬維爾京群島圣克罗伊岛摄制，海滩实际位于该岛为保护棱皮龜设立的桑迪角国家野生动物保护区（Sandy Point National Wildlife Refuge）。瑞德及狱友听到《费加罗的婚礼》片段时正在做木工，这场戏是在上桑德斯基的木工店拍摄，该店后更名“肖申克木工”（Shawshank Woodshop）；片头的法庭戏在怀恩多特县法院取景。其他拍摄地点包括马拉巴尔农场州立公园的普格木屋，用于拍摄片头安迪坐在外面，妻子在屋内偷情的戏码。片中的缅因州小村庄巴克斯顿实际上是俄亥俄州里奇兰县小镇巴特勒（Butler）。布鲁克斯和瑞德获假释后住在中途之家，实际取景地是曼斯菲尔德的比斯曼大厦（Bissman Building）。
德拉邦特对逃狱桥段起初的设想是让安迪用石锤砸开排污管，但之后意识到这根本不可能，所以改为使用大石头。片中安迪从到处都是粪便的排污管爬向自由，但罗宾斯实际上是在水、巧克力糖浆和木屑中行进。据电影艺术指导泰伦斯·马什（Terence Marsh）透露，安迪爬完排污管后掉进小溪，里面的溪水实际上有毒。剧组将溪流下游部分封堵，令溪水变深，同时通过氯化手段净化水流。罗宾斯对此表示，“拍电影就该像军人一样注重服从，不要耽误大家的工作，哪怕有时需要冒损害身体健康或危及自身安全的风险”:75。根据原订计划，这场戏的持续时间要长得多，而且戏剧效果更强，需要跟拍安迪跨过田野跑上火车，但因拍摄时间仅有一个夜晚，所以缩短成安迪站在水中冒雨伸展双臂做出胜利手势。迪金斯对这场戏的摄影很不满意，自认当时的照明太亮；但导演觉得摄影师无须如此妄自菲薄。在他看来，考虑到当时的拍摄时间很赶，自己对时机和精确程度的要求又很高，所以迪金斯必须非常精准地确定需要拍摄哪些镜头，具体又该怎么拍。德拉邦特在2019年接受采访时对当年急于完成摄制，导致未能拍下安迪爬出牢房通道时的面部特写镜头颇感后悔。
片中安迪蓄意违反警卫命令通过监狱广播播放音乐源自罗宾斯的设想，原本的设定是关掉音乐。犯人观看丽塔·海华斯主演电影《吉尔达》的桥段也与原计划不同，本应播放比利·怀德讲述酗酒危害的电影《失去的周末》。这主要是因为拥有《失去的周末》版权的派拉蒙影业要价太高，制片人马文为此联络拥有《肖申克的救赎》国内发行权的哥伦比亚影业，哥伦比亚影业列出低价电影清单，其中就有《吉尔达》。:36–37电影大部分戏段都是在监狱内及其周边拍摄，所以镜头大多根据剧情不同时代按时间顺序摄制。这反过来又对演员的表演有利，因为他们在现实生活中的关系也能像片中人物一样发展。据德拉邦特回忆，安迪告知瑞德去墨西哥生活的梦想这场戏的拍摄时间相对较晚，回顾电影制作过程时他经常重看这一段，他称赞罗宾斯和弗里曼只拍几次就达到令人满意的效果。

### 后期制作
《肖申克的救赎》最终在影院上映时片长142分钟，片尾申明敬献的艾伦·格林（Allen Greene）曾是导演的经纪人，在本片拍摄期间因艾滋病去世。电影的初剪版时长近两个半小时，格洛泽认为太长，所以又剪掉多段镜头，例如瑞德出狱后适应外界生活的桥段本会更长。德拉邦特称，初剪版试映观众看起来对这段内容感到很不耐烦，觉得瑞德肯定也会自杀。另一段删掉的内容是狱警调查安迪的逃生通道，被剪原因是拖慢电影节奏。电影起初采用冷开场，开头就是安迪涉嫌犯罪的内容，法庭戏与片头字幕穿插在一起，但之后这些内容剪辑在一起，营造更加“强有力”的开局:13–14。剧本中还有一处导演自认最为得意的戏码因制作周期限制未能拍摄:78–79，这场戏讲述瑞德梦见他被吸入丽塔·海华斯的海报，然后孤独一人无比渺小地置身太平洋海岸，嘴里说道：“我真吓坏了，连回家的路都没有”。德拉邦特对未能拍出这一段深感遗憾。:79
根据导演的原有设想，本片是在瑞德乘客车前往墨西哥边境时结束，为之后的命运留下悬念，但格洛泽坚持要加上瑞德和安迪在锡瓦塔内霍重逢的镜头。制片人称，德拉邦特觉得这样的结局太商业化而且不够含蓄，但她希望观众看到两人团聚。城堡石娱乐公司同意为拍摄这场戏提供资金，同时承诺导演保留拍板权，最终电影无论是否包括这一段都可以:87。团聚的桥段原本更长，安迪和瑞德都引述两人首次见面时说过的话，但德拉邦特觉得这样的内容有些自作聪明，决定剪掉:86。海滩重聚是试映观众最喜欢的桥段，弗里曼和罗宾斯都觉得这样的结局很有必要。导演看到试映观众的反响后同意在最终版本加入这一段，称看着角色通过漫长旅程终于到达终点的感觉既神奇又振奋。:87

### 音乐
本片配乐由湯瑪斯·紐曼作曲，他觉得电影中即便没有音乐都足以产生强烈的感染力，所以很难在确保音乐不分散观众注意力的情况下把剧情提升到新高度。安迪逃出监狱后响起的音乐名为《肖申克救赎》（Shawshank Redemption），主题本由三个音符组成，但导演觉得这样太具“凯旋和发迹感”，要求改为单音符主题。瑞德获释后响起《瑞德也来过》（So Was Red），直到他发现安迪所藏物品为止，纽曼对这段非常满意。乐曲起初是双簧管独奏，作曲家在导演要求下勉强同意加入口琴声部，意指瑞德收到安迪留给他的口琴，继续希望的旅程。据德拉邦特所述，口琴演奏家汤米·摩根（Tommy Morgan）仅用一次就即兴吹奏出最完美的曲调，也就是电影最终包含的版本。纽曼的配乐非常成功，此后多年在许多电影的预告片中采用。

## 发行

### 影院放映
本片正式发行前先经过试映。据称试映反响极其热烈，观众热情“直冲屋顶”，格洛泽也称她很少看到如此良好的试映反响。制片商希望吸引“更具声望的观众”，但斯蒂芬·金凭《闪灵》和《狂犬庫丘》等纸浆杂志作品成名，很可能不受这类观众待见，所以电影绝大多数宣传资料都没有列出金的名字。
1994年9月，《肖申克的救赎》先在多伦多国际电影节和曼斯菲尔德的文艺复兴剧院（Renaissance Theatre）首映，然后从23号开始在北美洲限量放映，其中第一个周末共在33家电影院进账72.7万美元，平均每家两万2040美元。德拉邦特和格洛泽遵循好莱坞传统在电影开映当晚前往各影院现场了解观众看法，两人抵达日落大道的圆顶剧院，但却发现里面根本没人。格洛泽称，两人当时还在电影院外卖出两张票，并向对方承诺，如不满意可联系城堡石娱乐公司退款。虽有许多评论称赞本片，但格洛泽认为，《洛杉矶时报》批评电影乏善可陈的文章导致观众流失。1994年10月14日，《肖申克的救赎》开始全面发行，共在944家影院上映，但第一个周末仅收入240万美元，平均每家2545美元，在所有电影中排第九，低于入账300万美元的性喜剧《勇闯快活岛》（Exit to Eden），略高于收入210万美元的《机智问答》（Quiz Show），其中《机智问答》已经上映五周。截至1994年11月下旬结束放映，《肖申克的救赎》总票房约为1600万美元，属于票房炸弹，未能收回2500万美元预算，更不用说还有宣传成本和影院商家分成。
本片上映期间面临众多对手的强力竞争，如刚拿下金棕榈奖并于10月14日首映的《低俗小说》（最终票房1.08亿美元），以及持续热卖42周之久的《阿甘正传》（3.3亿美元），这两部电影之后都成为非常热门的文化现象。此时美国电影观众普遍热衷动作片，所以布鲁斯·威利斯和阿诺·施瓦辛格主演的电影也对《肖申克的救赎》发行不利。弗里曼认为片名不合适，观众根本记不住，罗宾斯也称有影迷向他问起：“那个叫什么‘缩缩减减’之类的电影到底是讲什么的？” 电影上映前，发行商就曾因担心片名不利宣传考虑其他名称，但最终没有采纳。此外，片中缺少女角色来扩大观众群体，监狱题材电影此时普遍不受待见，并且宣传过程缺乏市场兴奋点都是影片商业失利的重要原因。
1995年初获得七项奥斯卡金像奖提名后，本片在2到3月重新上映，再进账1200万美元，北美市场总票房提高到2830万美元，再加上海外其他市场的3000万美元，电影的全球票房达到5830万美元。影片在1994年美国本土电影票房榜上排第51，在所有R级电影中排第21。

### 家用媒体和电视播映
电影票房不佳，但华纳家用视频（Warner Home Video）仍在1995年把32万盒本片的出租录像带运到美国各地，这在当时可谓非常冒险。最终《肖申克的救赎》在1995年电影录像带出租榜上名列前茅。电影获得大量推荐，许多客户反复观看，而且无论男女评价都很高，这些因素共同影响，促使影院失利的本片失之东隅，收之桑榆。
1993年，泰德·透纳的透纳广播公司收购城堡石娱乐公司并开通电视频道特纳电视网，获得本片的有线电视播映版权。据格洛泽透露，电影票房不理想，所以特纳电视网只需支付极低成本就能播放本片，同时又能加收高额广告费。1997年6月，影片开始定期在该台播放，累计播放次数创下新纪录，有评论认为这是《肖申克的救赎》票房惨败后获得极大关注并发展成文化现象的根本原因。德拉邦特认为电影成功的转折点是奥斯卡金像奖提名，称影片本来“籍籍无名，但那年奥斯卡却七次提到它的名字”。1996年，华纳媒体与透纳广播公司合并，《肖申克的救赎》版权因此移交华纳媒体子公司华纳兄弟。
截至2013年，《肖申克的救赎》已在15个基础有线电视频道播出，并且这年的总播出时间达151小时，和1983年的《疤面煞星》不相上下，仅次于1993年的《窈窕奶爸》。电影在斯派克、圣丹斯电视（Sundance TV）和终身（Lifetime）电视频道18至49岁年龄段观众收视率最高的电影中都排在前15%位置。虽然基本没有女演员，但本片依然是主要面向女观众群体的奥普拉·温弗瑞电视网（OWN Network）收视成绩最好的电影。2014年，《华尔街日报》发文，根据制片商从票房、家用媒体销售、电视播映版权等各项收入获得的分成计算，估计《肖申克的救赎》已进账一亿美元。时任华纳兄弟家用娱乐执行副总裁兼总经理杰夫·贝克（Jeff Baker）表示，本片家用媒体销售已赚得约八千万美元。虽然电影的电视播映版权收入不明，但据2014年华纳兄弟在任及前任高管透露，公司电影库总价值15亿美元，《肖申克的救赎》是其中价值颇高的资产。同年，冈顿自称电影十周年（2004年）时仍带给他六位数的版税进账，而且此后每年都为他赢得“可观收入”，考虑到电影已上映多年，这样的情况可谓非常罕见。

## 反响

### 专业评价

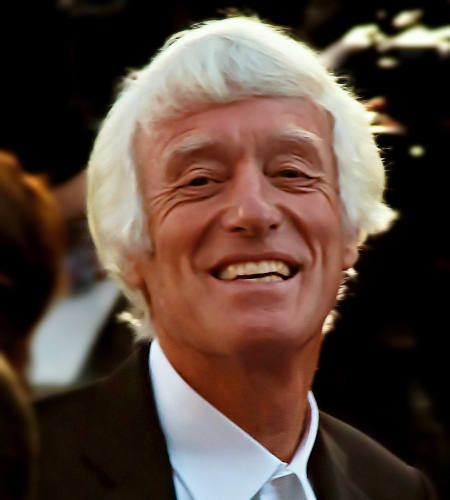
罗杰·狄金斯的摄影颇受影评人赞誉，获美国电影摄影师协会院线发行电影摄影杰出成就奖

《肖申克的救赎》上映后获得普遍好评。部分影评人将本片与《阿尔卡特兹的养鸟人》、《飞越疯人院》、《铁窗喋血》，以及《牢狱大暴动》（Riot in Cell Block 11）等广受好评的监狱或类监狱题材剧情片相提并论。吉恩·西斯克（Gene Siskel）称，《肖申克的救赎》就像《飞越疯人院》一样，都是讲述对抗霸道威权的励志电影。
欧文·格里伯曼在《娱乐周刊》发文，称赞弗里曼扮演的瑞德真实可信，让人产生代入感。《纽约时报》刊登珍妮特·马斯林（Janet Maslin）的文章，同样表扬弗里曼表现出色，感叹瑞德一角在片中作用范围有限，很大程度上仅仅是安迪的旁观者。在她看来，弗里曼的精彩演出已经让角色远远超出旁观者的需要。马斯林称，瑞德在生活上极其依赖监狱高墙，对此弗里曼的诠释特别感人。《综艺》的伦纳德·克拉迪（Leonard Klady）认为，弗里曼的角色“戏点更多”，注定人物不会平庸，始终保持优雅和尊严。德森·豪（Desson Howe）通过《华盛顿邮报》称弗里曼是喜剧和凄美节奏的“大师”。肯尼斯·图兰（Kenneth Turan）在《洛杉矶时报》发表的评论虽然对本片整体印象欠佳，制片人格洛泽甚至认为电影票房失利便是拜他所赐，但文中依然对弗里曼称颂有加，称他“轻而易举地把《肖申克的救赎》提升到最接近应有水准的高度”。
格里伯曼认为，安迪属于现代版的賈利·古柏式人物，为人善良而且言简意赅，但罗宾斯的演出无法让观众产生共鸣。马斯林认为安迪的形象更加柔和，但罗宾斯的诠释偏向激烈，卓具成效地描绘出人物从新入狱囚犯向年长父辈的转变过程。克拉迪认为，罗宾斯对人物的刻画深刻而不花俏，精准、诚实而流畅，是本片的重要台柱。德森·豪认为安迪就像“俗气版弥赛亚”，能够轻易把所有人吸引到身边，就像“进监狱的阿甘”，但罗宾斯身上散发出恰如其分的纯真气质，让故事情节真实可信。《好莱坞报道》的评论认为，弗里曼和罗宾斯都为影片奉献精彩且层次分明的演出，令角色与众不同；《滚石》杂志的彼得·崔維斯认为两位演员创造的人物“强大而动人到无可否认”。克拉迪还称赞冈顿和布朗的演出，令人物的罪恶形象“极其真实可信”；但德森·豪认为冈顿对典狱长的诠释充满陈辞滥调，一面用宗教美德自称自赞，另一面却做着谋杀的勾当。
马斯林认为，德拉邦特的导演处女作就能有如此表现实在令人惊叹，故事情节充满柔情和意外丰富的关爱，克拉迪觉得电影唯一的缺点是德拉邦特在配角或支线剧情上花费的笔墨太多。《好莱坞报道》称赞导演和编剧表现干净利落，但批评影片实在太长。克拉迪认为《肖申克的救赎》时间较长，基调缓和，幽默和意外事件点缀其间，会削弱电影对主流观众的吸引力，但片中对囚犯天性的描绘着实令人着迷。格里伯曼对电影忽视囚犯罪行，刻意把他们描绘成好人的做法不以为然。图兰很反感片中那些在他看来极其暴力的内容和强奸场面，因为经过这些桥段对比，绝大多数囚犯看起来都成了心慈手软的好人，似乎给监狱生活蒙上“玫瑰色的光芒”。克拉迪整体认为《肖申克的救赎》“难能可贵、令人难忘”，就像只有小瑕疵的粗钻；但德森·豪批评电影偏离主旨的支线剧情太多，而且片尾应该留下悬念，不应为迎合观众拍出安迪和瑞德重聚的镜头。罗杰·伊伯特指出，本片故事的成功之处不是安迪的英雄行径，而是瑞德对他的感知和理解。
迪金斯的摄影也像往常一样获得赞赏，《好莱坞报道》称电影镜头的预兆感十足，而且设计精湛，崔維斯认为片中镜头通过精心布置体现监狱日常生活的艰难困苦，观众几乎能感觉到犯人皮肤内渗透的沮丧和愤怒。格里伯曼称赞片中景色，认为“苔藓般黑暗的饱和影像传递出柔和的愉悦感，感觉仿佛伸手就能碰到监狱的高墙”。《好莱坞报道》认为纽曼谱写的配乐达到个人最高水准，音乐氛围光芒四射、音调明亮而优雅，完美配合电影核心主题。克拉迪认为配乐在“忧郁和荒诞之间取得恰到好处的平衡”。

### 荣誉
《肖申克的救赎》在第67届奥斯卡金像奖角逐中获七项提名，创下斯蒂芬·金作品改编电影的新纪录，分别是最佳影片（马文）、最佳男主角（弗里曼）、最佳改编剧本（德拉邦特）、最佳摄影（迪金斯）、最佳剪辑（理查德·弗朗西斯-布鲁斯）、最佳音响效果（罗伯特·利特、艾略特·泰森、迈克尔·赫比克和威利·D·伯顿），以及最佳原创配乐（纽曼，首次提名），但最終均未获奖。电影还获第52屆金球獎两项提名，分别是弗里曼的剧情类最佳电影男主角，以及德拉邦特的最佳编剧。
罗宾斯和弗里曼均获1995年美国演员工会奖最佳男主角奖提名；德拉邦特获1994年美国导演工会奖长片电影最佳导演奖提名和美国编剧工会奖最佳改编剧本奖提名。迪金斯获美国电影摄影师协会院线发行电影摄影杰出成就奖，制片人马文获1994年美国制片人协会金桂冠奖（Golden Laurel Award）提名。

## 影响

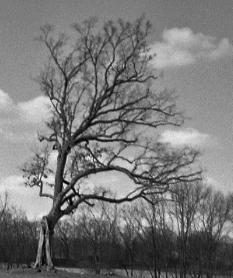
位于卢卡斯的肖申克树已成为希望象征，后在2011年被闪电劈中，2016年被狂风刮倒

德拉邦特此后还两次把金的小说搬上大银幕，分别是1999年的《绿里奇迹》和2007年的《迷雾》。金在2016年接受采访时称，对于自家作品的所有改编电影，他最满意的就是《肖申克的救赎》和《伴我同行》。
片尾安迪把留给瑞德的信件和现金藏在橡树下，这棵树随后得名“肖申克树”（Shawshank tree），成为希望的象征。据2016年《纽约时报》报导，每年都有成千上万的游客慕名前来看望这棵树。2011年7月29日，肖申克树被闪电劈开，美国各地新闻主播、报纸和网站争相报导，消息甚至飘洋过海登上印度网站。2016年7月22日左右，该树完全被狂风刮倒，剩余部分在2017年4月锯断。肖申克树的残留之后与石锤、磁铁一起制成《肖申克的救赎》纪念品。
用于为肖申克监狱取景的俄亥俄州立感化院（又名曼斯菲尔德感化院）原计划在电影拍摄完成后彻底拆除，后来改造成旅游景点。热心影迷组建曼斯菲尔德感化院保护协会（The Mansfield Reformatory Preservation Society），于2000年以一美元价格向俄亥俄州政府买下废弃建筑，开始按监狱和电影拍摄地历史地标的标准保养维护。2019年的新闻报导估计景点平均每年进账达到1600万美元。许多房间和道具都保持原样，如安迪逃生的排污管道，以及片尾橡树的一小截，是在2011年该树遭闪电劈开后取得。影迷对感化院周边也很感兴趣，当地商家推出“肖申三明治”（Shawshanwiches）和监狱形状的圆环蛋糕。据曼斯菲尔德/里奇兰县会议和旅游局（Mansfield/Richland County Convention and Visitors Bureau，后更名曼斯菲尔德目的地）提供的统计数字，电影上映后当地旅游业收入逐年增长，2013年共有约1.8万游客慕名而来，为地方经济贡献超过三百万美元。曼斯菲尔德目的地（Destination Mansfield）开通“肖申克线路”（Shawshank Trail），沿途经过电影相关的15个地点，涉及地区包括曼斯菲爾德、阿什蘭、上桑德斯基和圣克罗伊岛。2018年，该线路的运营收入为1690万美元。
2014年8月下旬，曼斯菲尔德举办一系列活动庆祝电影上映20周年，其中包括文艺复兴剧院的电影放映、部分拍摄地点的客车游览，以及感化院的鸡尾酒聚会。冈顿、斯科特·曼、芮妮·布莱恩和詹姆斯·基西基等片中演员出席部分活动。2019年8月，当地又举行类似的25周年庆祝活动，嘉宾包括德拉邦特、布莱恩、曼、冈顿、阿方索·弗里曼、貝羅斯、羅斯頓、克莱尔·史莱默，以及弗兰克·梅德拉诺。德拉邦特表示，这还是他在电影完成后首次回到曼斯菲尔德，只有在这里才能深切感受到影片的深远影响，他还称：“这么多年过去还能听到人们谈论那部电影，这种感觉十分超现实”。

### 时间的考验
根据評論匯總网站爛番茄汇总的73篇评论文章，90%的评论家给予该作正面评价，平均打分为8.18分（满分10分）。该网站总结的评论家共识是“《肖申克的救赎》情感丰满、表演出色，是令人振奋而且深感满足的监狱剧情片佳作。”根据21篇评论计算出加权平均分82分（满分100分），代表“普遍赞誉”。
互聯網電影資料庫的「IMDb二百五十大電影」排名之中，本片長年名列首位，觀眾評分達9.3分，較第二位的《教父》高0.1分。
1999年，影评人罗杰·伊伯特将本片列入他的“伟大电影”名单。美国电影学会从1998年开始连续开展百年电影史系列评选，《肖申克的救赎》多次入选或提名。1998年，影片获AFI百年百大电影提名，虽未上榜，但在十年后重新评选时名列第72位，超过《阿甘正传》（第76名）和《低俗小说》（第94名）。电影在2006年评选的AFI百年百大勵志電影排名第23。安迪和典狱长诺顿分获AFI百年百大英雄與反派提名；片中台词“忙着活，或忙着死”（Get busy livin’, or get busy dyin'）获AFI百年百大电影台词提名；《微风轻轻吹拂的时光》（《费加罗的婚礼》选段）获AFI百年百大电影歌曲提名，纽曼的配乐获AFI百年电影史电影配乐提名。
2005年，美国编剧工会评选史上101部最杰出剧本，本片剧本排名第22。次年，英国第四频道公司的频道评选“死前必看的50部电影”，《肖申克的救赎》排在第13位。2014年，针对2120名好莱坞娱乐从业人员的民意调查结果显示，《肖申克的救赎》认可度排在第四位，其中娱乐界律师的认可度最高。2017年，《每日电讯报》在评选史上最佳电影时将本片列在第17位；《今日美国》同年评选史上50部最伟大电影，影片高居第三位。2019年，也把《肖申克的救赎》选入史上最伟大电影榜单。
《肖申克的救赎》还登上许多媒体评选的20世纪90年代伟大电影名单，如《板岩》（Paste）和《新音乐快递》杂志（2012年）、《综合》杂志（Complex，2013年），网站（2014年）、（2015年），网站，以及《美信》和《滚石》杂志（2017年）。

### 文化影响
2014年11月，为庆祝《肖申克的救赎》上映20周年，电影艺术与科学学院在加利福尼亚州比佛利山的塞缪尔·戈尔德温剧院举行一晚特别放映活动。2015年，本片因“文化、历史和美学领域的显著成就”，入选美国国会图书馆国家影片登记表。德拉邦特对此非常激动：“我想不出世界上还有什么能比《肖申克的救赎》入选祖国电影遗产更有荣誉感。”《综艺》杂志刊登的文章认为，“肖申克”已经成为监狱的代名词，令人马上想到监狱的景像。
电影的公众认可度经久不衰，大部分情况下已经超出评论家能够诉诸笔端的程度。弗里曼接受采访时称，不管走到哪里都有人告诉他，《肖申克的救赎》是他们眼中最伟大的电影，而且这样的溢美之辞简直可谓“张嘴就来”。罗宾斯也称，他敢向天神发誓，不管走到哪里都有人告诉他，“那部电影改变我的一生”。史蒂芬·金在接受采访时表示，即便《肖申克的救赎》不是他小说最优秀的改编电影，“也至少能排到前三，而且在影迷心目中十有八九是第一，因为该片基本上在所有类似调查中都能排到前几名……这样的事情我以前连想都没想过”。2014年《综艺》杂志刊登采访罗宾斯的文章，声称南非政治家纳尔逊·曼德拉曾告诉罗宾斯他非常喜欢《肖申克的救赎》。许多运动员声称该片是他们信心和勇气的来源，如尊尼·韋健遜（英国）、奥古斯丁·皮克特（Agustín Pichot，阿根廷）、艾尔·查伦（Al Charron，加拿大）和丹·莱尔（Dan Lyle，美国），約克公爵夫人莎拉也有类似说法:7。冈顿自称在摩洛哥、澳大利亚、南美洲、德国、法国和波拉波拉島都遇到本片粉丝。导演斯蒂芬·斯皮尔伯格形容本片就像口香糖，“一踩到就粘在鞋上”。德拉邦特在电影25周年之际表示，老一辈观众向新生代分享，令本片经久不衰。
2008年，《肖申克的救赎》在互联网电影资料库的用户评选“ 250”榜单超越《教父》排名第一，并且从20世纪90年代后期就开始名列前茅。英国《帝国杂志》读者先经投票把影片评为20世纪90年代最佳电影，后又在2006年评为史上最佳电影，2008年评选“史上电影五百强”排名第四，2017年“百佳电影”同样排第四。2011年3月，BBC廣播一台和BBC数字广播一台听众投票将本片选为他们最喜欢的电影。2013年，英国天空电视台开展民意调查，在所有与奥斯卡最佳影片奖失之交臂的电影中评选最伟大的一部，当年败给《阿甘正传》的《肖申克的救赎》胜出。2015年的民意调查结果表明，本片还是英国观众最喜欢的电影，英国电影协会分析此次调查的人口年龄分布后指出，《肖申克的救赎》虽然并非所有年龄段投票人士的最爱，但至少都能排到前15，这表明该片能激起任何年龄观众的共鸣。相比之下，《低俗小说》更受青年投票人士青睐，老年人则对《乱世佳人》青眼有加。
2017年蓋特威克機場向旅客开展民意调查，评选坐飞机时看过的十佳电影，《肖申克的救赎》排名第四。英国影评人马克·克莫德（Mark Kermode）同年采访许多美国影迷，他们觉得观看本片就像“宗教体验”。2015年的民意调查表明影片还是新西兰影迷最喜欢的电影。影迷历久弥新的热忱确保本片在史上最受欢迎的电影中始终位居前列。

## 扩展阅读
- 针对片中引述《圣经》条文的探讨：Oliver, Simon; Watts, Pete. . Bibledex Verses. Brady Haran for the University of Nottingham.   [2020-08-14]. （原始内容存档于2021-04-11）.
- Turner, Cory. . All Things Considered. NPR. 2011-08-04  [2020-08-14]. （原始内容存档于2013-04-15）.